# سپیده (سرده)
سپیده (نام علمی: Crambe) نام یک سرده از تیره شب‌بویان است.